# Батурин (срібна монета)
«Бату́рин» — срібна пам'ятна монета номіналом 10 гривень, випущена Національним банком України, присвячена столиці Гетьманщини, резиденції гетьманів Лівобережної України Д. Многогрішного, І. Самойловича, І. Мазепи та К. Розумовського — Батурину. Починаючи з 1669 року тут розміщувались і функціонували вищі урядові установи, мешкали представники козацької старшини. Зруйнований у 1708 році за наказом царя Петра І, Батурин відродився і вдруге й востаннє став столицею козацької держави за гетьмана Кирила Розумовського, але назавжди залишився символом національної державності.
Монету введено в обіг 16 листопада 2005 року. Вона належить до серії «Гетьманські столиці».

## Опис монети та характеристики
| Номінал грн. | Метал            | Маса, г      | Діаметр, мм | Якість виготовлення | Гурт     | Тираж, штук |
| ------------ | ---------------- | ------------ | ----------- | ------------------- | -------- | ----------- |
| 10           | срібло 925 проби | 31,1 / 33,62 | 38,61       | пруф                | рифлений | 5 000       |

### Аверс
На аверсі монети зображено угорі малий Державний Герб України на тлі променів, які символізують мрію про незалежну Україну, нижче півколом розміщено напис «УКРАЇНА», по обидва боки монети — запорожців з ікони Покрови Січової, унизу написи в три рядки «10»/ «ГРИВЕНЬ»/ «2005», а також позначення металу, його проби — «Ag 925», маси в чистоті — 31,1 та логотип Монетного двору Національного банку України.

### Реверс

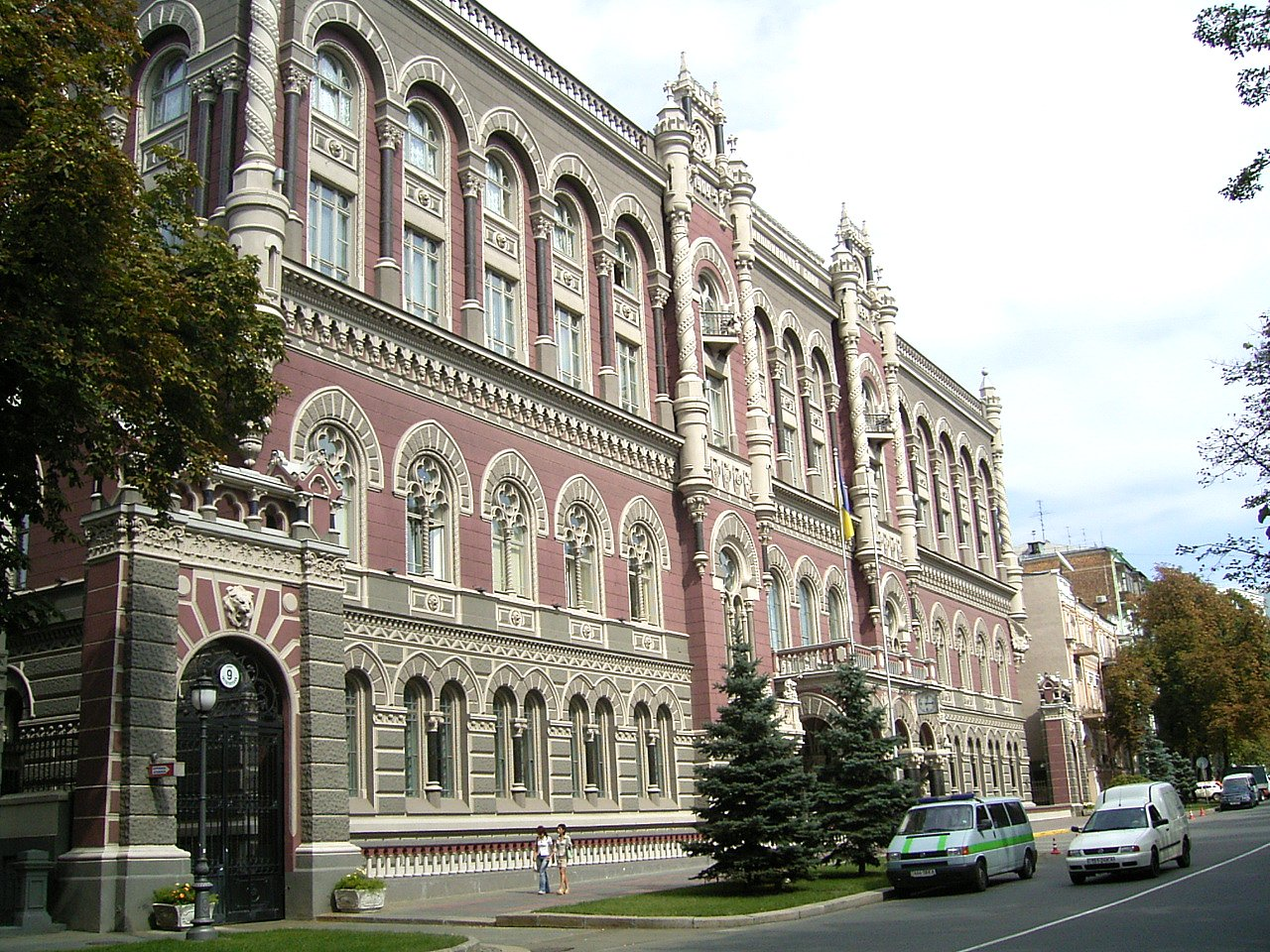
Будівля Національного банку України

На реверсі монети зображено чотири портрети в медальонах, під якими на стрічці написи у два рядки «ДЕМ'ЯН МНОГОГРІШНИЙ»/ «ІВАН САМОЙЛОВИЧ»/ «ІВАН МАЗЕПА»/ «КИРИЛО РОЗУМОВСЬКИЙ», над портретами — герб міста, під стрічкою — вид Батурина з лубочної картини середини XIX ст., угорі півколом у два рядки розміщено написи «ГЕТЬМАНСЬКА СТОЛИЦЯ»/ «БАТУРИН».

## Автори
Художник та скульптор — Володимир Атаманчук.

## Вартість монети
Ціна монети — 575 гривень була вказана на сайті Національного банку України в 2012 році.
Фактична приблизна вартість монети, з роками змінювалася так:
| Рік        | 2010 | 2011 | 2012 | 2013 | 2014 | 2015 | 2016 | 2017 | 2018 | 2019 | 2020 | 2021  | 2022  | 2023  | 2024  | 2025  |
| ---------- | ---- | ---- | ---- | ---- | ---- | ---- | ---- | ---- | ---- | ---- | ---- | ----- | ----- | ----- | ----- | ----- |
| Ціна, грн. | 650  | 700  | 700  | 600  | 450  | 720  | 820  | 910  | 830  | 810  | 800  | 1 050 | 1 300 | 1 900 | 2 700 | 3 200 |